# Nova Bus

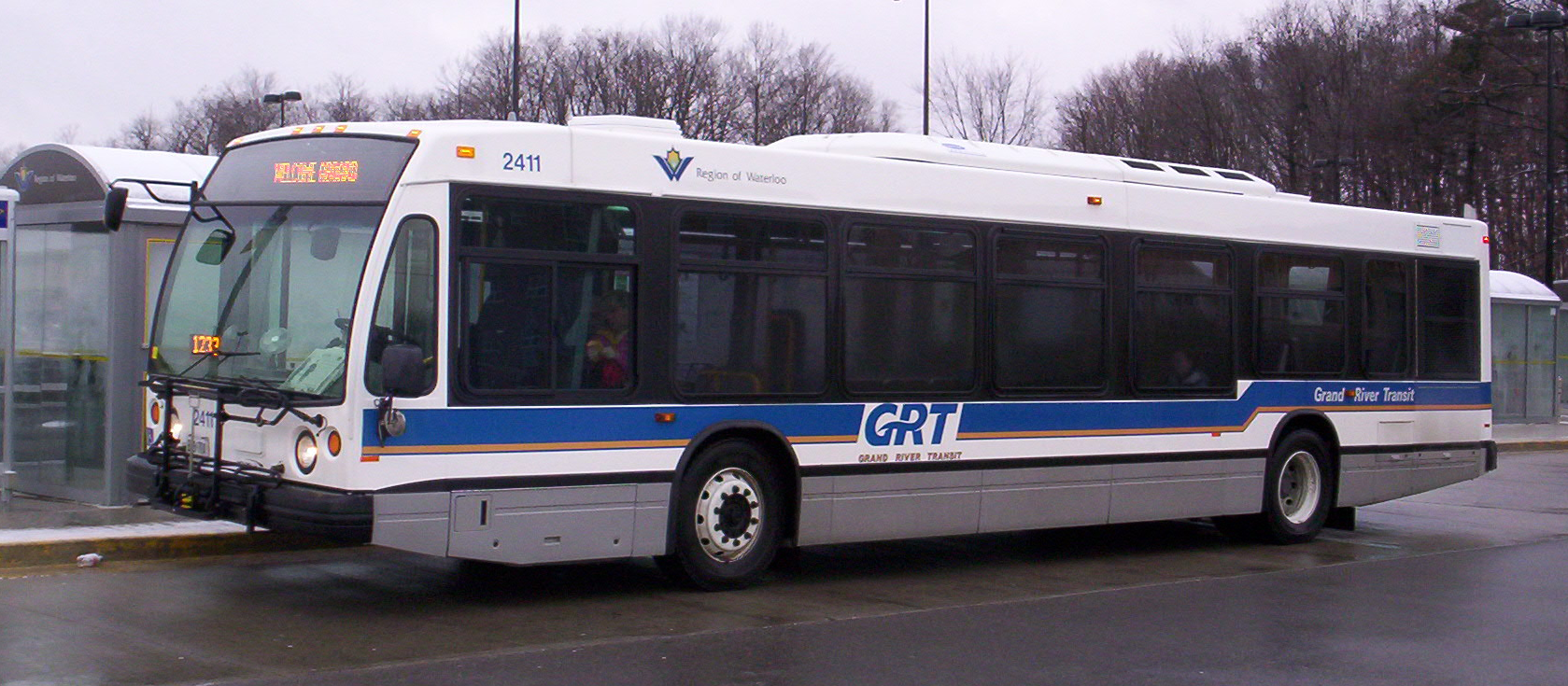
Nova Bus

Nova Bus Inc — канадская фирма, производящая автобусы, являющаяся дочерним предприятием компании Prevost, принадлежащей Volvo.
Nova Bus изготовляет серию автобусов LFS в трёх модификациях: городская, пригородная,
аэродромная.
Городская модель имеет длину 12,4 метров, 38 сидений, двигатель Cummins 8,3 литровый
(250 или 280 л. с.).
Пригородный автобус длиной 12,2 м, 49 сидячими местами, двигателем мощностью 280 л. с.
Аэродромный вариант с 28 сидячими, но множеством стоячих мест и большим багажным отсеком.

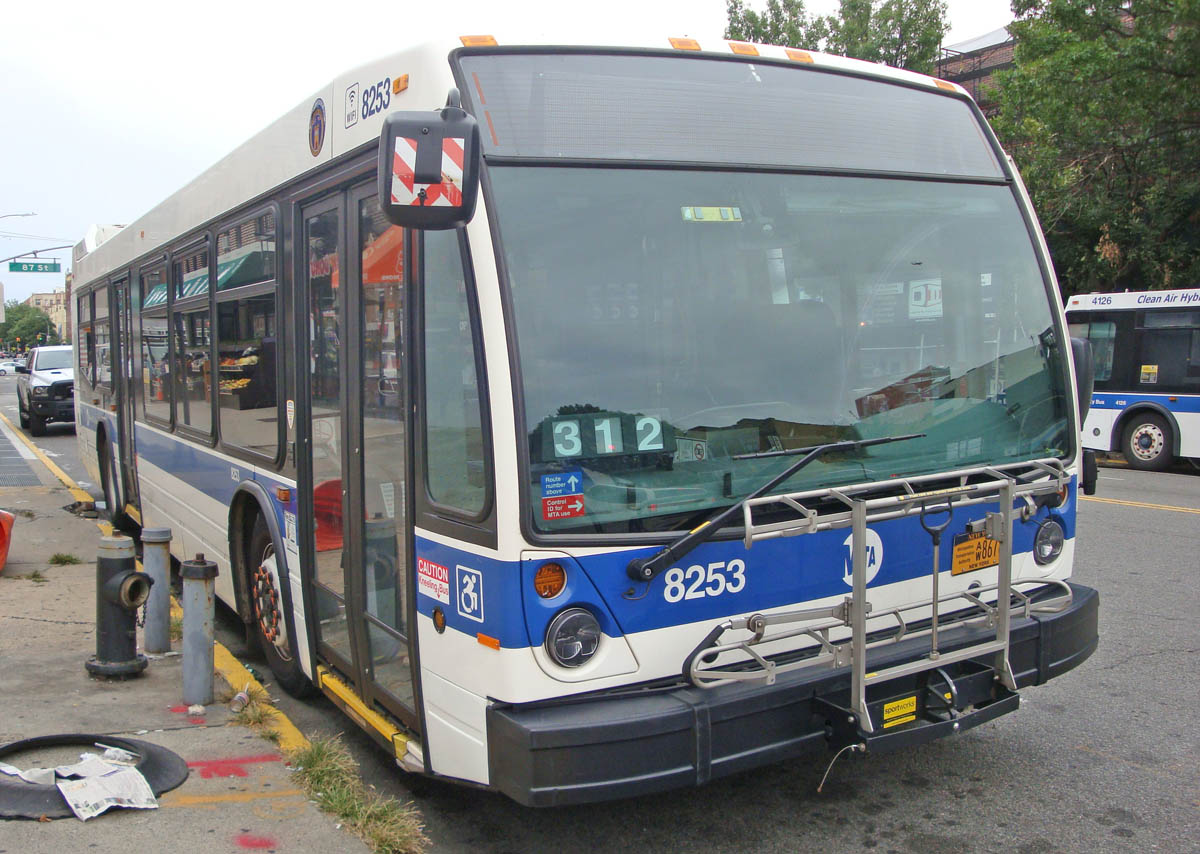
Автобус LFS Novabus в Нью Йорке
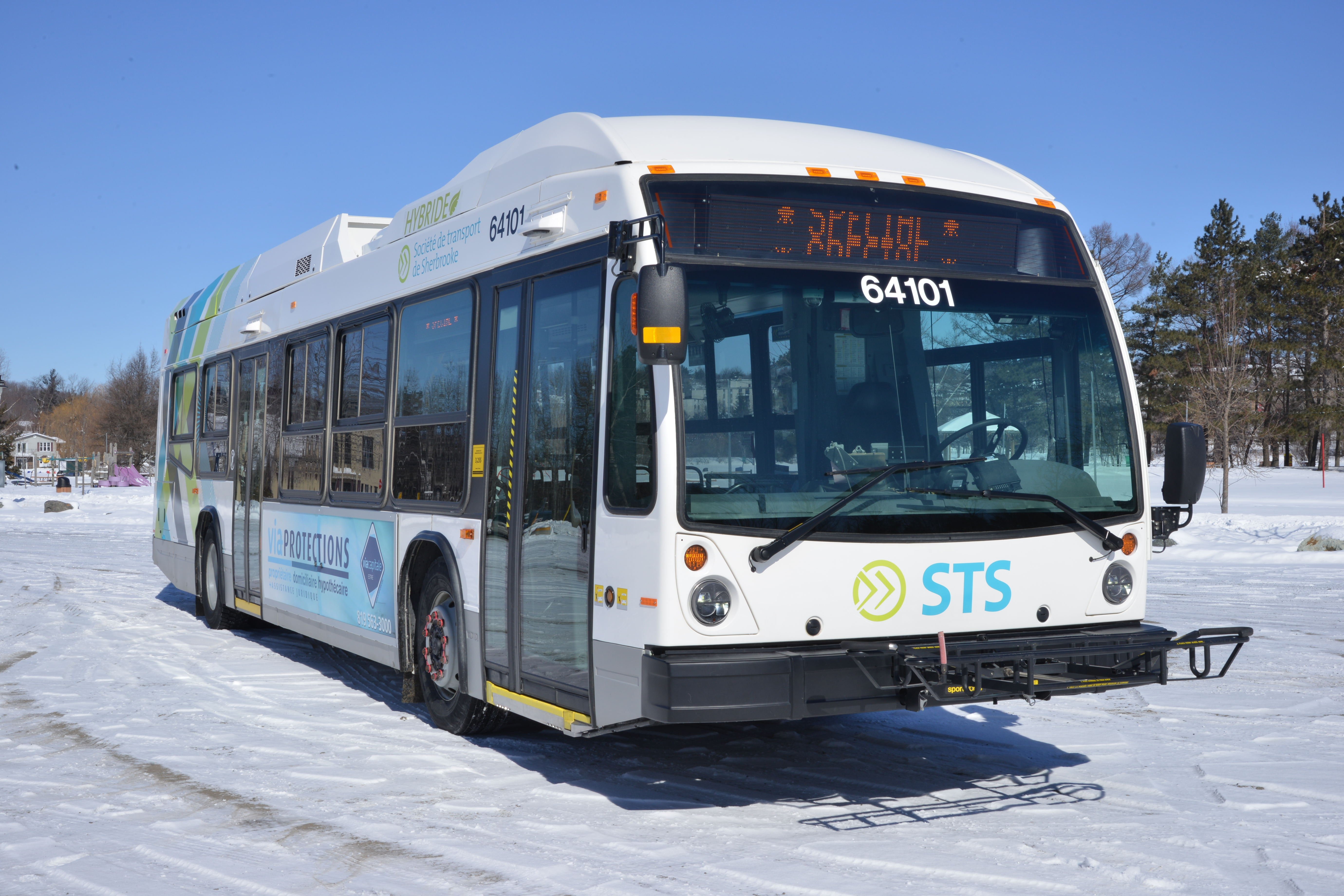
Автобус LFS Novabus в Шербруке (Канада)
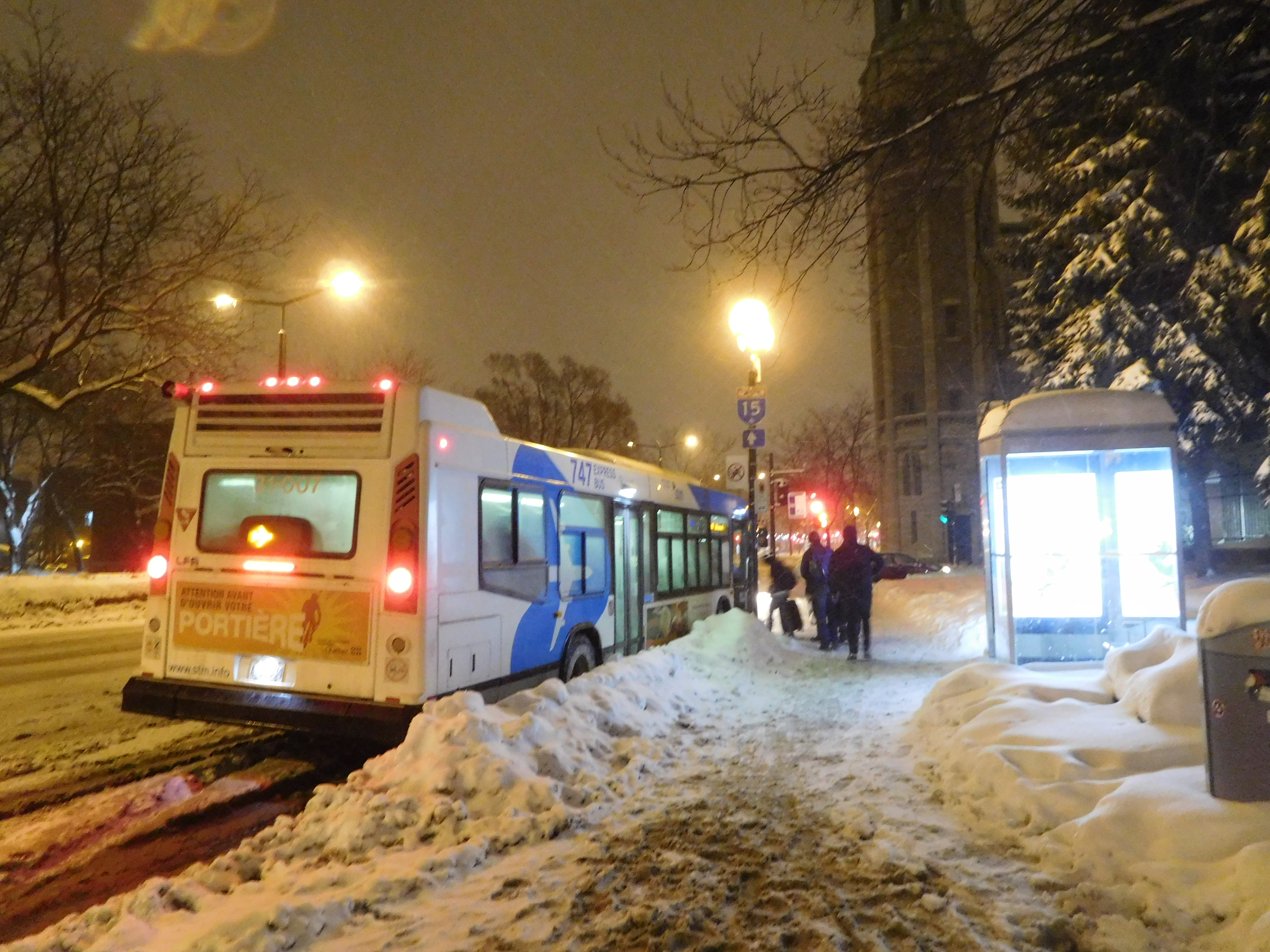
Автобус LFS Novabus вид сзади
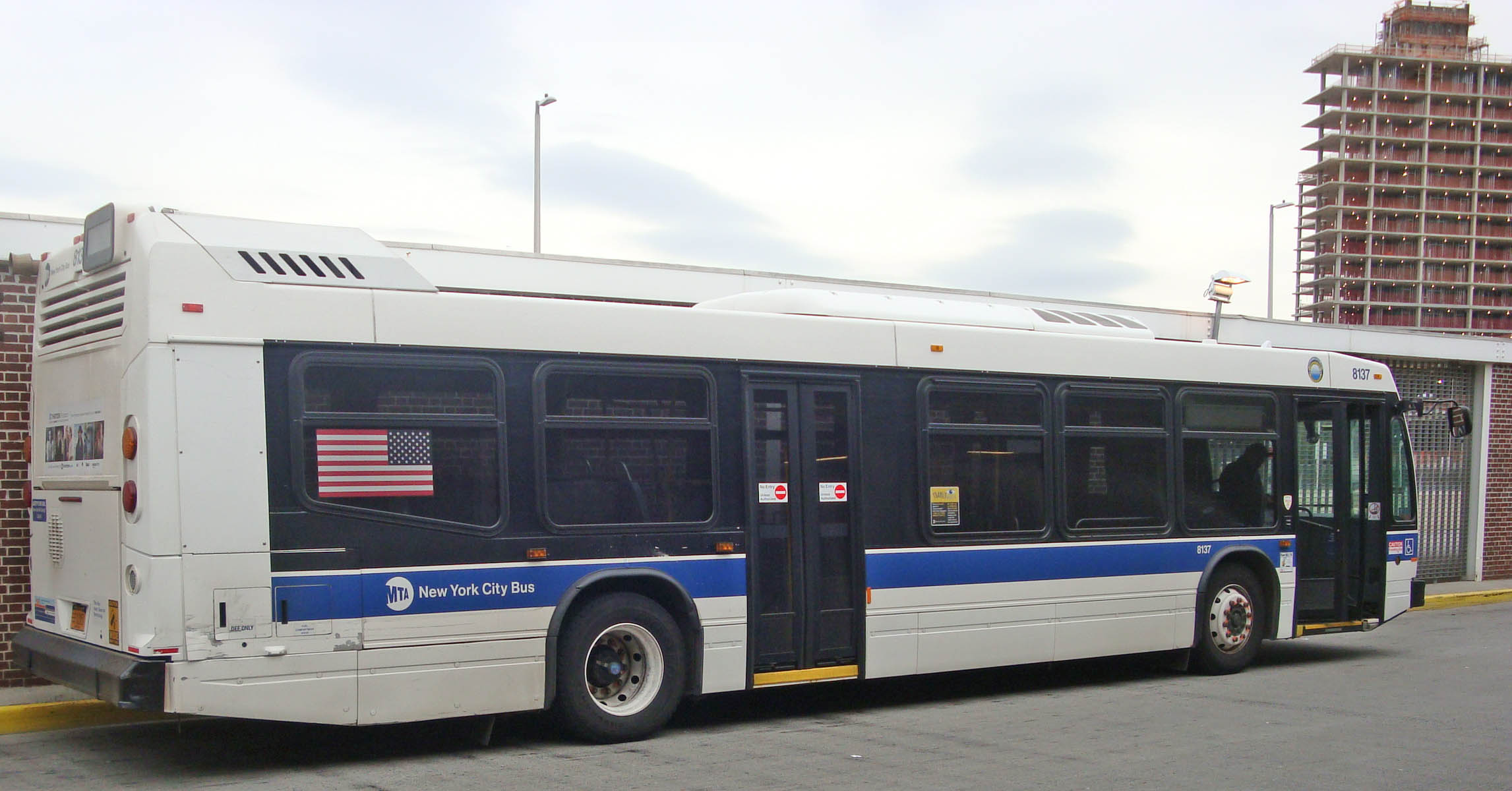
Автобус LFS Novabus в Нью Йорке - вид сбоку.